# Piyasvasti Amranand
Piyasvasti Amranand (Thai: ปิยสวัสดิ์ อัมระนันทน์) (Bangkok, 11 juli 1953) is een Thais bestuurder, politicus en topfunctionaris.

## Leven en werk
Dr. Amranand werd in 1953 geboren. Hij studeerde aan de Universiteit van Oxford en aan de London School of Economics. Van 1994 tot 2000 was hij secretaris-generaal van het nationale energiebeleid NEPO. Van 2000 tot 2001 was hij werkzaam als directeur-generaal van het departement Reputatiebehartiging. Amranand was van 2006 tot 2008 minister van Energie. Thans is hij bestuursvoorzitter van de Thaise luchtvaartmaatschappij Thai Airways International en voorzitter van de Kasikornbank.